# Isaccea
Isaccea is een stad (oraș) in het Roemeense district Tulcea. De stad telt 5614 inwoners (2002).